# Sleater-Kinney
Sleater-Kinney é uma banda americana de rock alternativo formada em Olympia, Washington, em 1994. A formação da banda conta com Corin Tucker (vocais e guitarra) e Carrie Brownstein (vocais e guitarra). A baterista Janet Weiss teve sua saída do grupo anunciada em julho de 2019. Sleater-Kinney é considerada uma peça fundamental no movimento riot grrrl e na cena de rock independente no Noroeste Pacífico dos Estados Unidos. A banda também é conhecida por suas políticas feministas e de esquerda.
Entre 1994 e 2005, a banda lançou sete álbuns de estúdio: Sleater-Kinney (1995), Call the Doctor (1996), Dig Me Out (1997), The Hot Rock (1999), All Hands on the Bad One (2000), One Beat (2002) e The Woods (2005), antes de anunciarem um hiatus em 2006 e focarem em seus respectivos projetos solo. O grupo anunciou seu returno em 2014, lançando um álbum novo, No Cities To Love, em janeiro de 2015.

## História
No início, em 1992, o Sleater-Kinney era apenas um projeto paralelo das guitarristas Carrie Brownstein (Excuse 17) e Corin Tucker (Heavens to Betsy) ambas de respeitaveis bandas feministas. Em 1994, conseguiram a primeira baterista fixa, Lora MacFarlane, que 3 anos depois teve seu posto substituído por Janet Weiss (Quasi).
Lançaram em 1995 seu primeiro álbum com título homônimo pelo selo Chainsaw Records, pertencente à baixista da banda Team Dresch, Donna Dresch. O disco foi bem recebido pela crítica e apreciado pela sua abordagem feminista.
Também lançaram os álbuns Call The Doctor (1996), Dig Me Out (1997) - Álbum que marcou a estréia da banda no selo Kill Rock Stars e a entrada da nova baterista Janet Weiss -, Em 1999, lançaram The Hot Rock, e também estrearam seu primeiro video clipe (Get Up), dirigido por Miranda July. Seguem-se All Hands on The Bad One (2000) , One Beat (2002), álbum que foi criticado como o mais acessível e comercial da banda; alem do pesado e cru álbum The Woods (2005).
Carrie Brownstein costuma usar uma guitarra Gibson SG Reissue 72 e Corin Tucker uma guitarra Gibson Les Paul nas gravações/tours, mas o grupo também ja usou guitarras como Jazzmaster e Rickenbacker. Apesar da falta de um baixo na banda, isto é compensado pelos pedais e a afinação com vários semitons para baixo que as duas guitarristas usam.
Em 27 de junho de 2006 foi anunciado no site oficial da banda o rompimento por tempo indefinido da mesma, rompimento este encerrado em 2014, quando a banda voltou a se reunir para uma série de shows, resultando no lançamento de um novo disco em 2015.

## Integrantes

### Atuais
- Carrie Brownstein - guitarra, vocais
- Corin Tucker- vocais, guitarra
- Janet Weiss - bateria, backing vocals

### Anteriores
- Lora MacFarlane - bateria, vocais

## Discografia
- No Cities To Love | 2015 (CD/LP) (Sub Pop)
- The Woods | 2005 (CD/LP) (Sub Pop)
- One Beat | 2002 (CD/LP) (Kill Rock Stars)
- All Hands on the Bad One | 2000 (CD/LP) (Kill Rock Stars)
- The Hot Rock | 1999 (CD/LP) (Kill Rock Stars)
- Dig Me Out | 1997 (CD/LP) (Kill Rock Stars)
- Call the Doctor | 1996 (CD/LP) (Chainsaw)
- Self Titled | 1995 (CD) (Chainsaw), (LP 10") (Villa Villakula)